# 新上五島町スクールバス
新上五島町スクールバス（しんかみごとうちょうスクールバス）は、長崎県南松浦郡新上五島町にて運行しているスクールバスである。
ここでは、児童・生徒以外の一般住民も有償で利用可能な、住民混乗型のスクールバスとして運行していたものについて述べる。

## 概要
- 合併前の若松町当時から「若松町スクールバス」として運行されていたものを、合併後の新上五島町が引き継いだものである。このため、路線は旧若松町内で完結している。
- 運賃は区間制で、小児は半額（10円未満切り上げ）。但し1歳未満、及び同伴者のいる1歳以上6歳未満の小児は無料。通学に利用する児童生徒も無料。定期券、回数券もある。
- 運行形態は、道路運送法の規定に基づく自家用自動車（白ナンバー車）による有償運送に当たる。

## 沿革
旧若松町時代から運行され、新上五島町に合併された後も運行が継続されていたが、2009年に新上五島町交通再編計画の策定に伴い民営化が決まり、2013年度に西肥自動車への運行の引き継ぎが決まったことから2013年度の最終日となる2014年3月31日限りで運行を終了、翌4月1日からは西肥自動車の一般路線となった。使用していた車両は年式が比較的新しいものが西肥自動車に転籍（カラーリングは変更なし）、経年車は廃車された。
なお、これとは別に新上五島町が独自に運行していた小中学校のスクールバスもあり、こちらは2014年4月1日以降も運行されている（一般客の乗降は不可）。

## 路線
若松島の若松港ターミナルを基点に、以下の路線があった。
若松 - 榊ノ浦 - 筒ノ浦 - 日島線
- ターミナル前 - 役場前 - 神部幼稚園前 - 土井ノ浦入口 - 里ノ浦 - 土井ノ浦入口 - 乳母石三叉路 - 榊ノ浦 - 大洋真珠 - 榊ノ浦 - 乳母石三叉路 - 筒ノ浦 - 滝ヶ原 - 堤 - 漁生浦 - 有福西 - 日島

若松 - 白魚線
- ターミナル前 - 役場前 - 白魚入口 - 中五島高校前

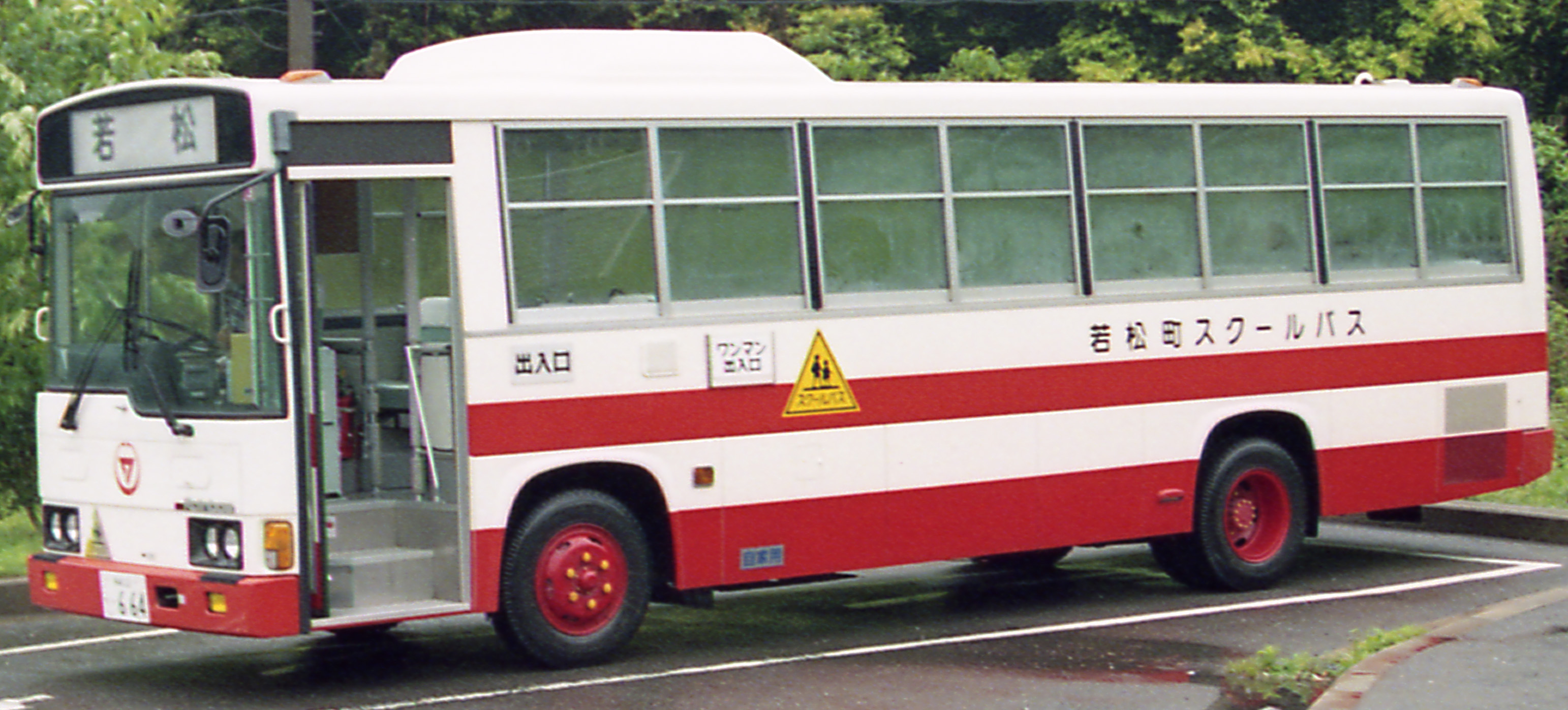
若松町当時の車両
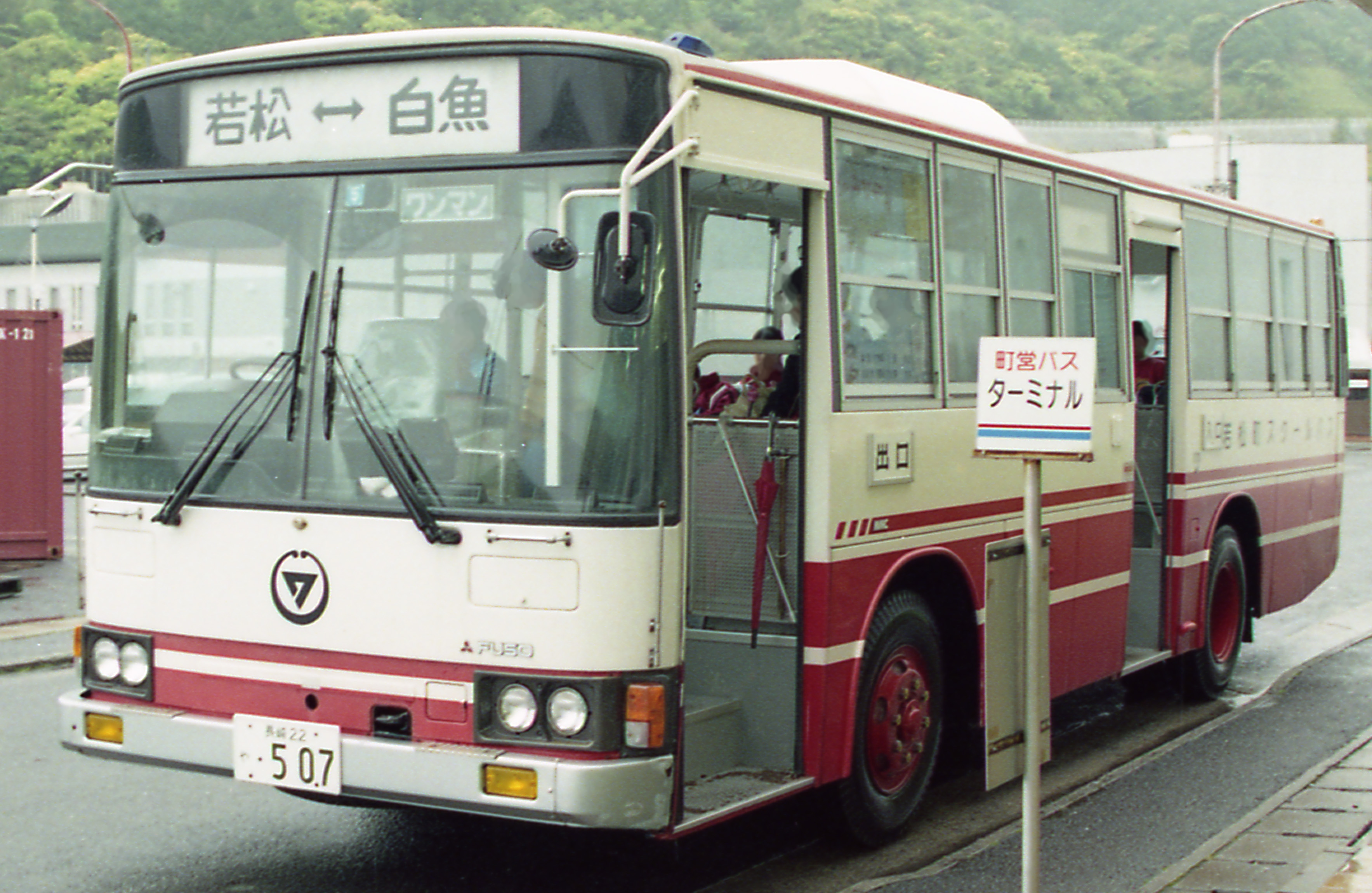
若松町当時の車両